# Volker Heyer
Volker Heyer (* 29. Juli 1970) ist ein ehemaliger deutscher Judoka, der 1997 Europameisterschaftszweiter war.

## Sportliche Karriere
Volker Heyer kämpfte bis 1993 meist im Halbschwergewicht, der Gewichtsklasse bis 95 Kilogramm. Er startete zunächst für den JSV Speyer, später trat er auch für Heidelberg und für Karlsruhe an. 1988 gewann er die Silbermedaille bei den Junioreneuropameisterschaften hinter Frank Borkowski aus der DDR. 1991 war er Dritter der Militärweltmeisterschaften.
1994 wechselte Heyer ins Schwergewicht. Im Sommer 1994 gewann er eine Bronzemedaille bei den Goodwill Games, im Jahr darauf folgte eine Bronzemedaille bei der Universiade in Fukuoka. Bei den Europameisterschaften 1996 trat er in der offenen Klasse an und belegte den siebten Platz. Ende 1996 belegte er bei den Weltmeisterschaften der Studierenden den dritten Platz. Im Mai 1997 bei den Europameisterschaften in Den Haag bezwang er im Halbfinale der offenen Klasse den Esten Indrek Pertelson, im Finale unterlag er dem Belgier Harry Van Barneveld. 1999 schied er bei den Europameisterschaften in der Hoffnungsrunde der offenen Klasse aus. Auch bei den Weltmeisterschaften 1999 trat Heyer in der offenen Klasse an, schied aber bereits in seinem Auftaktkampf gegen den Niederländer Dennis van der Geest aus.